# Michael Bleekemolen
Michael Bleekemolen (Amsterdam, 2 oktober 1949) is een Nederlandse autocoureur. 
In 1976 werd hij kampioen in de Nederlandse Formule Ford. Hij probeerde in 1977 de overstap van de Formule Super Vee naar de Formule 1 te maken bij het March-team, maar bij zijn enige optreden – de Grote Prijs Formule 1 van Nederland – slaagde hij er niet in zich te kwalificeren. In 1978 reed hij de laatste vier Grands Prix voor het ATS-team. Driemaal wist hij zich niet te kwalificeren, bij de Grand Prix van de Verenigde Staten (Watkins Glen International) viel hij in de 43ste ronde uit na een olielek.
Na 1978 maakte Bleekemolen de overstap naar de Formule 3, waarin hij nog drie seizoenen reed. In de Formule 3 won hij tweemaal een wedstrijd om het Europees Kampioenschap. In het eindklassement werd hij eenmaal tweede achter Alain Prost.
Hierna maakte hij de overstap naar de toerwagens waarin hij tot de dag van vandaag met zijn eigen raceteam Team Bleekemolen actief is. In 2007 nam hij deel aan de Porsche Supercup en de Nederlandse Renault Clio Cup. In 1993 opende hij de eerste indoor-kartbaan van Nederland. Anno 2011 bezit hij met zijn bedrijf Race Planet drie kartbanen in Amsterdam, Delft en Mijdrecht en biedt hij diverse rijvaardigheids- en racecursussen aan op het Circuit Park Zandvoort. Zijn zonen Jeroen en Sebastiaan en neef Nick zijn ook autocoureurs.

## Over Michael Bleekemolen
- Hans van der Klis, Dwars door de Tarzanbocht: de dertien Nederlandse Formule 1-coureurs. Amsterdam, 2007 (3e ed.), p. 83-97